# Celsiella vozmedianoi
Celsiella vozmedianoi es una especie de anfibio anuro de la familia de las ranas de cristal (Centrolenidae).

## Distribución
Es endémica del cerro El Humo en el estado de Sucre (Venezuela).

## Biología
Habita en los arroyos de bosques húmedos tropicales. Pone sus huevos en las partes superiores de las hojas que sobresalen por las corrientes. Las larvas, al salir del huevo, caen a la corriente donde completan su crecimiento.